# Vågåmo
Vågåmo är en tätort i Vågå kommun i Innlandet fylke i Norge. Orten ligger vid riksväg 15, vid östra änden av Vågåvatnet och utgör kommunens centralort såväl som största tätort.